# Sơn Tùng M-TP
Nguyễn Thanh Tùng (sinh ngày 5 tháng 7 năm 1994), thường được biết đến với nghệ danh Sơn Tùng M-TP, là một nam ca sĩ kiêm nhạc sĩ sáng tác bài hát, nhà sản xuất thu âm, rapper và diễn viên người Việt Nam. Nổi tiếng vì tầm ảnh hưởng sâu rộng đối với âm nhạc Việt Nam, anh được mệnh danh là "Hoàng tử V-pop" bởi Giải thưởng Âm nhạc Thế giới và BroadwayWorld. Nhiều nhà báo âm nhạc, nhà lý luận phê bình và tác giả đánh giá là một trong những nghệ sĩ âm nhạc Việt Nam xuất sắc nhất trong thế hệ của mình.
Sinh ra ở thành phố Thái Bình, Sơn Tùng thường đi hát ở Cung văn hoá thiếu nhi tỉnh Thái Bình và học chơi đàn organ từ nhỏ. Sau đó, Tùng cùng với các bạn trong lớp thành lập nên một nhóm nhạc, lấy tên là Over Band, bắt đầu sáng tác và đăng tải các bài hát của mình lên một trang web chuyên về lĩnh vực âm nhạc có tên là LadyKillah. Năm 2011, Tùng bắt đầu nổi tiếng khi phát hành hai đĩa đơn "Cơn mưa ngang qua" và "Em của ngày hôm qua", đánh dấu mốc khởi đầu cho sự nghiệp của mình. Tùng bắt đầu sự nghiệp diễn xuất bằng việc đóng vai chính trong bộ phim chiếu rạp năm 2014 Chàng trai năm ấy. Album nhạc phim cùng tên được phát hành vào năm 2014, bao gồm hai đĩa đơn thành công là "Chắc ai đó sẽ về" và "Không phải dạng vừa đâu". Năm 2015, Tùng xuất hiện với vai trò thí sinh trong chương trình âm nhạc Hòa âm Ánh sáng. Sơn Tùng M-TP khởi động chuyến lưu diễn hòa nhạc đầu tiên, mang tên M-TP Ambition – Chuyến bay đầu tiên, vào cuối năm 2015 và kết thúc vào đầu năm 2016.
Sơn Tùng đã có hơn bốn năm gắn bó với các hãng thu âm Văn Production và WePro Entertainment trước khi thành lập hãng thu âm M-TP Entertainment của mình vào cuối năm 2016. Vào năm 2017, Sơn Tùng M-TP được sự công nhận thiện chí hơn từ cộng đồng mạng sau khi phát hành hai đĩa đơn nằm trong album tuyển tập đầu tiên, m-tp M-TP (2017), là "Lạc trôi" và "Nơi này có anh". Sơn Tùng M-TP ra mắt album tuyển tập m-tp M-TP vào cùng năm. Thành công nối tiếp với anh khi hai đĩa đơn "Chạy ngay đi" (2018) và "Hãy trao cho anh" (2019) – hợp tác cùng rapper người Mỹ Snoop Dogg – đều gây được tiếng vang và lập nhiều kỷ lục, đồng thời còn được truyền thông quốc tế đánh giá cao. Bộ phim tài liệu đầu tiên của Sơn Tùng, Sky Tour ra mắt năm 2020, kể lại quá trình sản xuất và thực hiện chuyến lưu diễn cùng tên. Hai đĩa đơn được anh phát hành vào năm 2021 và 2024, "Muộn rồi mà sao còn" và "Đừng làm trái tim anh đau", là hai bài hát tiếng Việt duy nhất lọt vào bảng xếp hạng Billboard Global Excl. US.
Trong suốt sự nghiệp của mình, Tùng đã nhận được nhiều giải thưởng trong nước và quốc tế, bao gồm một giải Cống hiến, một giải Cánh diều vàng, một giải Âm nhạc châu Âu của MTV, một giải Mnet Asian Music Awards, bảy giải Làn Sóng Xanh và được xếp vào danh sách 30 Under 30 của tạp chí Forbes Vietnam. Bên cạnh đó, anh hiện đang là nghệ sĩ Việt Nam duy nhất lọt vào năm bảng xếp hạng chính thức thuộc tạp chí Billboard, bao gồm vị trí thứ 28 trên Social 50, vị trí thứ 126 và 162 trên Global Excl. US, hai lần giành vị trí quán quân trên LyricFind Global Chart, đồng thời cũng xuất hiện nhiều lần trên Vietnam Hot 100 và Top Vietnamese Songs. Album nhạc phim thứ hai của Sơn Tùng, Sky Tour (Original Motion Picture Soundtrack) phát hành vào năm 2020 đạt vị trí thứ 83 trên bảng xếp hạng iTunes toàn cầu.

## Cuộc đời và sự nghiệp

### 1994–2012: Những năm thiếu thời và khởi đầu sự nghiệp

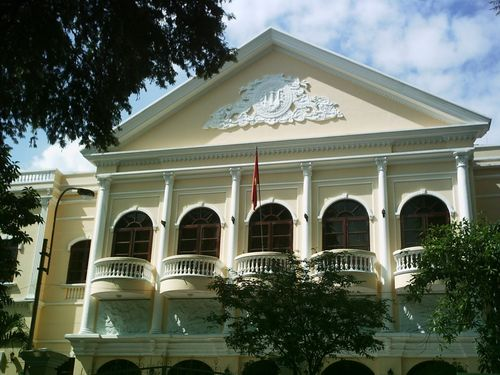
Nhạc viện Thành phố Hồ Chí Minh, nơi Sơn Tùng M-TP theo học từ năm 2012 đến năm 2014.

Sơn Tùng M-TP sinh ngày 5 tháng 7 năm 1994 tại thành phố Thái Bình, tỉnh Thái Bình (nay là phường Trần Hưng Đạo, tỉnh Hưng Yên) với tên khai sinh là Nguyễn Thanh Tùng, là con trai của ông Nguyễn Đức Thiện và bà Phạm Thị Thanh Bình. Mẹ Tùng là thành viên của đoàn ca múa nhạc chính thức của tỉnh và cũng là một nghệ sĩ biểu diễn ở Nhà hát chèo Thái Bình. Bà gặp ông Thiện khi ông còn làm nghề lái xe buôn chuyến. Sau khi mang thai anh, bà Bình mở một tiệm làm tóc và sau này trở thành một cửa hàng quần áo. Bà cũng đã từng có thời điểm làm nghề trang điểm cho cô dâu trong các đám cưới. Nam ca sĩ đã miêu tả cuộc sống đầu đời của mình là "bình yên". Anh còn có một người em trai tên là Nguyễn Việt Hoàng, người sau này trở thành một ca sĩ chuyên nghiệp với nghệ danh MONO.
Cả gia đình đã phát hiện khả năng ca hát của Tùng khi anh mới 2 tuổi. Lên 8 tuổi, anh tham gia sinh hoạt ở Cung văn hóa thiếu nhi tỉnh Thái Bình và học chơi đàn organ. Mẹ anh có thể chơi guitar, còn bố anh thì có thể chơi thành thạo bảy loại nhạc cụ khác nhau. Tuy nhiên, họ lại phản đối việc theo đuổi con đường âm nhạc của Tùng và muốn anh tập trung hơn vào chuyện học hành. Bố anh muốn anh theo học chuyên ngành kinh tế trong trường đại học. Bỏ qua những lời ngăn cản của bố, Tùng vẫn thường xuyên tham gia vào hoạt động văn nghệ ở trường. Anh từng học ở Trường Trung học cơ sở Kỳ Bá, Trường Trung học cơ sở Tây Sơn và Trường Trung học phổ thông Lê Quý Đôn.
Năm 2009, anh cùng với bạn cùng lớp thành lập một nhóm nhạc, lấy tên là Over Band, bắt đầu sáng tác và đăng tải các bài hát của mình lên một trang web độc lập chuyên về lĩnh vực âm nhạc có tên là LadyKillah. Nam rapper Hoàng Kê, một trong những thành viên của trang web, đã có ý định mời Tùng tham gia nhóm nhạc hip hop Young Pilots của anh vào năm 2011. Nhóm Young Pilots đã thu âm nhiều bài hát và biểu diễn chúng trên khắp Thái Bình, gặt hái nhiều thành công ở chính quê nhà của họ và cả trên mạng trực tuyến. Trong khoảng thời gian này, Tùng đã lấy nghệ danh M-TP, có nghĩa là "music" (âm nhạc), "tài năng" và "phong cách". Cái tên này được thành viên của LadyKillah, bạn của Tùng, nam rapper Mr. J đặt cho anh.
Tùng lúc đầu viết bài hát "Cơn mưa ngang qua" cho nhóm Over Band và Young Pilots trước khi tự mình thu âm bài hát. Anh chia sẻ bài hát trên trang web nghe nhạc trực tuyến Zing MP3 vào tháng 8 năm 2011. Chỉ trong vòng 2 tháng sau khi phát hành, bài hát đã đạt được 1,7 triệu lượt nghe trực tuyến. Thành công của "Cơn mưa ngang qua" đã vượt xa dự kiến của Tùng. Tên tuổi Tùng được biết đến rộng rãi từ đây. Ca khúc này đoạt giải Bài hát của tháng của chương trình truyền hình xếp hạng âm nhạc Bài hát yêu thích vào tháng 10 năm 2012 và một giải Zing Music Awards cho hạng mục Bài hát R&B của năm. Hai phiên bản chỉnh sửa lại của bài hát được phát hành vào tháng 2 năm 2012.
Cũng trong năm này, Tùng trở thành thủ khoa Nhạc viện Thành phố Hồ Chí Minh với số điểm đầu vào là 25,5, nằm trong thang điểm cao nhất của nhạc viện. Anh rời khỏi nhạc viện vào tháng 6 năm 2014, trong khoảng thời gian đó anh tham gia đóng phim Chàng trai năm ấy, vì những mâu thuẫn liên quan đến lịch làm việc và mong muốn được tập trung vào sự nghiệp tương lai của anh. Vào tháng 7 năm 2012, anh tham gia buổi thử giọng mùa thứ tư của chương trình Thần tượng Âm nhạc Việt Nam: Vietnam Idol và bị loại ở ngay vòng đầu tiên. Tháng 11 năm 2012, với việc ký hợp đồng có thời hạn 5 năm và trở thành ca sĩ độc quyền của hãng thu âm Văn Production, anh đổi nghệ danh thành Sơn Tùng M-TP, sau lời đề nghị của đạo diễn âm nhạc của công ty, Huy Tuấn và nhạc sĩ Hà Quang Minh, rồi bước vào con đường hoạt động nghệ thuật chuyên nghiệp.

### 2013–2016: Đột phá,Chàng trai năm ấyvàHòa âm Ánh sáng
Sơn Tùng M-TP phát hành 3 đĩa đơn nữa vào tháng 8 và tháng 12 năm 2013, "Nắng ấm xa dần", "Đừng về trễ" và "Em của ngày hôm qua". "Em của ngày hôm qua" đã bắt đầu sự nghiệp chính thống của nam ca sĩ và đã có được hơn 100 triệu lượt phát trực tuyến trong vòng 3 tháng trên Zing MP3. Chương trình âm nhạc Bài hát yêu thích đã bình chọn bài hát này là "Bài hát của tháng" vào tháng 2 năm 2014. Tuy nhiên, "Em của ngày hôm qua", "Cơn mưa ngang qua" và nhiều bài hát khác của Tùng bị cho là đạo nhạc. Vào tháng 6 năm 2014, Huy Tuấn và các nhà sản xuất chương trình Bài hát yêu thích quyết định loại bỏ 3 bài hát của nam ca sĩ ra khỏi chương trình. Giải Làn Sóng Xanh đồng thời đã loại bỏ "Em của ngày hôm qua" ra khỏi danh sách đề cử của năm đó.

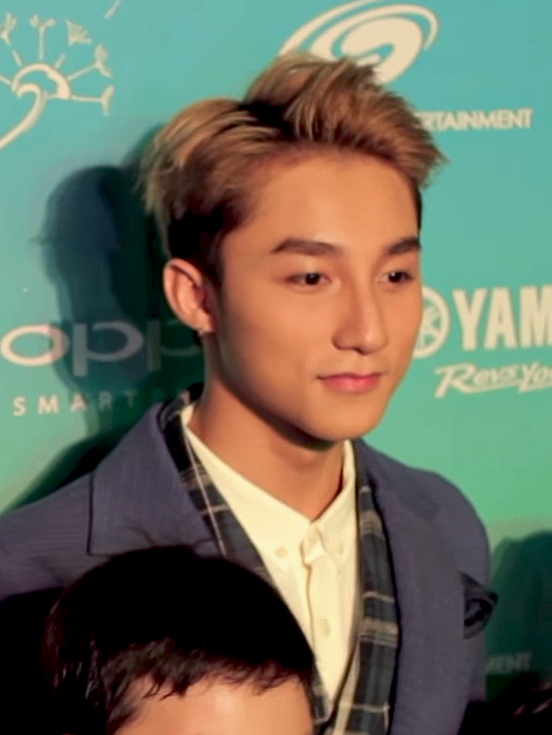
Sơn Tùng M-TP tại buổi lễ ra mắt phim Chàng trai năm ấy vào năm 2014

Trước cuộc tranh cãi, Sơn Tùng M-TP đã sớm viết bài hát "Gió cuốn em đi", sau này được Quốc Thiên trình bày và phát hành vào tháng 4 năm 2014. Tháng tiếp theo, Sơn Tùng cùng với 9 nghệ sĩ Việt Nam khác đã cùng nhau quay một video âm nhạc hát từ thiện cho bài hát "Sống như những đóa hoa" của nam ca sĩ Tạ Quang Thắng và đã hủy bỏ nhiều buổi biểu diễn vì phải phẫu thuật loại bỏ 1 khối u ở chân. Tháng 6 năm 2014, có nguồn tin cho rằng nam ca sĩ sẽ đóng vai chính trong Chàng trai năm ấy, một bộ phim chiếu rạp lấy cảm hứng từ cuộc đời của cố nam ca sĩ Wanbi Tuấn Anh. Quang Huy, nhà sáng lập và tổng giám đốc điều hành của công ty WePro Entertainment, là đạo diễn của bộ phim. Phần nhạc phim của bộ phim bao gồm 2 đĩa đơn thành công của Sơn Tùng "Chắc ai đó sẽ về" và "Không phải dạng vừa đâu".
Chàng trai năm ấy đã thu về hơn 60 tỷ đồng doanh thu phòng vé và trở thành một trong những bộ phim Việt Nam ăn khách nhất mọi thời đại. Diễn xuất của Sơn Tùng M-TP đã mang về cho anh 1 giải Cánh diều vàng ở hạng mục Diễn viên trẻ triển vọng, và 1 giải WeChoice Awards cho bài hát "Chắc ai đó sẽ về". Vào tháng 11 năm 2014, công ty Văn Production đình chỉ hoạt động biểu diễn của nam ca sĩ trong vòng 6 tháng vì đã vi phạm hợp đồng, bao gồm việc không tuân thủ thời gian biểu của công ty và tự ý hủy các buổi diễn mà không có sự đồng ý của công ty. Sơn Tùng M-TP sau đó đã chấm dứt hợp đồng với công ty, cáo buộc việc công ty đã xâm phạm quyền lợi cá nhân và không làm tròn nghĩa vụ của mình (bao gồm việc đào tạo thanh nhạc và kỹ năng vũ đạo). Một cố vấn pháp lý đã giải thích với báo VnExpress rằng hợp đồng mà nam ca sĩ và công ty quản lý đã ký kết chỉ là hợp đồng dịch vụ, không quy định ràng buộc về việc đơn phương chấm dứt hợp đồng, và nam ca sĩ vẫn có quyền đơn phương chấm dứt. Đầu năm 2015, có nguồn tin báo cáo rằng Tùng đã ký kết với công ty WePro trong khi vẫn phải chịu sự quản lý bởi công ty cũ.
Tháng 1 năm 2015, Sơn Tùng M-TP tham gia chương trình âm nhạc thực tế Hòa âm Ánh sáng và chung đội thi với DJ Trang Moon và nhà sản xuất thu âm SlimV. Những màn trình diễn của Sơn Tùng vào mỗi tuần đều nhận được sự chú ý đáng kể của truyền thông. Nhưng sau 6 tập, anh thông báo rời khỏi chương trình vì vấn đề sức khỏe. Anh giới thiệu 2 tác phẩm mới của mình trong chương trình, "Thái Bình mồ hôi rơi" và "Khuôn mặt đáng thương". Cả 2 bài hát đều được phát hành dưới dạng đĩa đơn vào tháng 2 và tháng 3 cùng năm.
Tháng 6 năm 2015, Sơn Tùng M-TP thu âm ca khúc "Tiến lên Việt Nam ơi!" nhằm ủng hộ đội tuyển Việt Nam tại Đại hội Thể thao Đông Nam Á. Anh phát hành thêm đĩa đơn quảng bá "Ấn nút nhớ... Thả giấc mơ" (sáng tác cho một chiến dịch quảng cáo của hãng sản xuất bột giặt Omo). Sau đó vài ngày, anh phát hành "Âm thầm bên em" bằng hình thức trình diễn trực tiếp cùng ban nhạc và được phát trực tiếp thông qua kênh YouTube chính thức của nam ca sĩ. Buổi giới thiệu tuy chỉ diễn ra trong 20 phút nhưng đã thu hút hơn 15.000 người theo dõi trực tuyến. Ngay sau đó, video âm nhạc "Âm thầm bên em" ra mắt và lập tức thu về hàng triệu lượt xem. Mặc dù bản thu có những thành công về mặt thương mại khá khiêm tốn so với các bài hát trước kia của anh, nhưng "Âm thầm bên em" vẫn đoạt Giải Làn Sóng Xanh ở hạng mục Đĩa đơn của năm.
Tháng 7 năm 2015, nhân dịp sinh nhật lần thứ 21 của mình, Sơn Tùng M-TP đã tổ chức 1 buổi hòa nhạc mini-show kết hợp buổi fan-meeting đầu tiên trong sự nghiệp mang tên M-TP and Friends tại Thành phố Hồ Chí Minh. Chỉ trong vòng 2 tuần sau khi mở bán, 8.000 vé đã được bán hết. Bạn diễn của nam ca sĩ trong bộ phim Chàng trai năm ấy, gồm Hari Won và Phạm Quỳnh Anh, biểu diễn mở đầu cho buổi hòa nhạc.
Vào tháng 8, sau khi nhận được số phiếu bình chọn cao nhất của khán giả, Sơn Tùng M-TP trở thành gương mặt đại diện của Việt Nam tham gia vòng bình chọn Nghệ sĩ quốc tế xuất sắc nhất khu vực Đông Nam Á (Best Southeast Asia Act) trong khuôn khổ Giải Âm nhạc châu Âu của MTV 2015. Anh tiếp tục vượt qua 5 đại diện của các nước trong khu vực và bước vào hạng mục bình chọn tiếp theo là Nghệ sĩ châu Á xuất sắc nhất (Best Asian Act). Tuy nhiên, anh đã không giành chiến thắng ở hạng mục này.
Tháng 12 năm 2015, Sơn Tùng M-TP lần đầu tiên có mặt tại giải Mai Vàng 2015 với đề cử vào hạng mục Nam ca sĩ nhạc nhẹ với bài hát "Âm thầm bên em" nhưng anh đã không giành được chiến thắng. Tại lễ trao giải Làn Sóng Xanh 2015 diễn ra tối ngày 18 tháng 12 năm 2015 tại sân khấu Lan Anh, Thành phố Hồ Chí Minh, Sơn Tùng M-TP đã đạt được 3 giải thưởng, bao gồm Top 10 nhạc sĩ được yêu thích, Top 5 ca sĩ được yêu thích trong bảng Top Hit và Đĩa đơn của năm cho "Âm thầm bên em". Anh cũng đã có 1 màn trình diễn bài hát trong đêm trao giải. Cùng tháng, Tùng phát hành đĩa đơn "Buông đôi tay nhau ra", đánh dấu màn hợp tác đầu tiên của anh với nữ diễn viên Chi Pu.
Vào cuối năm 2015 đầu năm 2016, anh đã tổ chức chuyến lưu diễn đầu tiên trong sự nghiệp của mình, với hai buổi diễn tại Thành phố Hồ Chí Minh và Hà Nội với tên gọi M-TP Ambition – Chuyến bay đầu tiên. Sau đó không lâu, vào ngày 24 tháng 1 năm 2016, Sơn Tùng M-TP hợp tác cùng Chi Pu, Hồ Ngọc Hà và Tóc Tiên ra mắt video âm nhạc "Một năm mới bình an", đây là đĩa đơn quảng bá thứ hai trong sự nghiệp của anh, đánh dấu việc Tùng trở thành đại sứ thương hiệu của Oppo tại Việt Nam.
Tại lễ trao giải Cống hiến lần thứ 11 diễn ra vào ngày 24 tháng 4 năm 2016 tại Trung tâm hội nghị Quốc tế – Quần thể du lịch nghỉ dưỡng sinh thái FLC Sầm Sơn, Sơn Tùng M-TP nhận về 4 đề cử ở các hạng mục là Video âm nhạc của năm, Bài hát của năm, Chương trình của năm và Ca sĩ của năm. Anh đã đoạt giải Ca sĩ của năm, đây là giải thưởng Cống hiến đầu tiên trong sự nghiệp của mình.
Ngày 2 tháng 8 năm 2016, Sơn Tùng M-TP ra mắt video âm nhạc "Chúng ta không thuộc về nhau". Bài hát này đã nhận được nhiều sự phản ứng tích cực từ giới trẻ với lời bài hát cuốn hút và phần nhạc cụ được sản xuất dễ nghe. Tuy vậy, "Chúng ta không thuộc về nhau" bị phần nhiều khán giả chỉ trích đạo nhái nhiều tác phẩm âm nhạc nước ngoài. Cụ thể, giai điệu phần điệp khúc của ca khúc này giống với "We Don't Talk Anymore" của Charlie Puth và Selena Gomez, phần rap của "Chúng ta không thuộc về nhau" giống với "Fire" của nhóm nhạc BTS. Ngoài âm nhạc, hình ảnh trong video cũng bị tố đạo nhái các nghệ sĩ nổi tiếng Hàn Quốc. DJ Heyder – chủ nhân của bản phối lại "We Don't Talk Anymore" chia sẻ trên trang cá nhân khẳng định "Chúng ta không thuộc về nhau" là "phiên bản tiếng Việt" của "We Don't Talk Anymore". Mặc dù gây nhiều tranh cãi, chỉ sau hơn 1 ngày ra mắt, video âm nhạc "Chúng ta không thuộc về nhau" của anh đã đạt gần 4,5 triệu lượt xem trên YouTube. Tháng 12 năm 2016, Sơn Tùng M-TP tiếp tục được đề cử vào hạng mục Nam ca sĩ nhạc nhẹ với bài hát "Chúng ta không thuộc về nhau" tại Giải Mai Vàng 2016, tuy nhiên anh lại không giành được chiến thắng.

### 2017–2019:m-tp M-TP,Chạm tới giấc mơvà Sky Tour
Ngày 1 tháng 1 năm 2017, Sơn Tùng M-TP ra mắt video âm nhạc cho đĩa đơn mở đường trích từ album tuyển tập đầu tay của anh, m-tp M-TP (2017), có tựa đề "Lạc trôi". Bài hát đã lọt top 10 những video âm nhạc nhiều lượt xem nhất trong 24 giờ tại YouTube với 4,4 triệu lượt xem. Đây là ca khúc đầu tiên Tùng ra mắt khi hoạt động ở công ty M-TP Entertainment. Ngày 14 tháng 2 năm 2017, để kỷ niệm ngày lễ tình yêu, Sơn Tùng M-TP phát hành đĩa đơn thứ hai trích từ album có tên "Nơi này có anh" với nhiều cảnh quay ở Hàn Quốc. Ca khúc tiếp tục đứng đầu trong top 10 những video nhiều lượt xem nhất trong 24 giờ tại YouTube với hơn 9 triệu lượt xem. Tuy nhiên "Nơi này có anh" lại bị nghi đạo nhái bài hát "I'll Give You Galaxy" trong một bộ phim hoạt hình Nhật Bản. Ngày 22 tháng 4 năm 2017, anh ra mắt đĩa đơn quảng bá "Bình yên những phút giây" cùng video âm nhạc để quảng cáo cho nhãn hiệu Trà xanh 0 độ, đĩa đơn cuối cùng được anh thu âm khi hoạt động trong WePro. Sau ngày đầu tiên, ca khúc đã đạt hơn 1 triệu lượt xem mặc dù không có các hoạt động quảng bá trước đó.
Ngày 1 tháng 4 năm 2017, anh chính thức ra mắt album tuyển tập đầu tay m-tp M-TP bao gồm 18 ca khúc, tổng hợp lại toàn bộ các ca khúc được phát hành trong suốt sự nghiệp của Tùng. Ngoài ra, Tùng cũng làm mới một vài ca khúc mà anh tâm đắc nhằm tạo nên sự bất ngờ cho khán giả. Để quảng bá cho album, Tùng đã tổ chức hai buổi gặp mặt, ký tặng người hâm mộ tại Thành phố Hồ Chí Minh vào ngày 1 tháng 4 và Hà Nội vào ngày 8 tháng 4. Không chỉ vậy, trước khi giới thiệu album đầu tay, Sơn Tùng M-TP đã tổ chức buổi họp người hâm mộ tại Hàn Quốc với sự góp mặt của 300 người hâm mộ.
Ngày 8 tháng 7 năm 2017, nhân dịp kỷ niệm sinh nhật lần thứ 23, Sơn Tùng tổ chức một buổi họp người hâm mộ mang tên M-TP and Friends với hơn 5.000 khán giả ở Cung Thể thao Quần Ngựa, Hà Nội. Ngày 22 tháng 8 năm 2017, Sơn Tùng kết hợp với SlimV ra bản phối lại mới của "Remember Me" với tên gọi "Remember Me (SlimV Mix)", bài hát được phát hành với vai trò là đĩa đơn thứ ba được phát hành từ album m-tp M-TP. Ngày 30 tháng 9 năm 2017, Sơn Tùng ra mắt tự truyện Chạm tới giấc mơ, bán được 10.000 bản chỉ trong 2 ngày.
Ngày 12 tháng 5 năm 2018, anh ra mắt ca khúc "Chạy ngay đi" (tựa tiếng Anh là "Run Now") đánh dấu sự trở lại sau hơn một năm vắng bóng, đạt 3,7 triệu lượt xem trên YouTube sau 4 ngày công bố. Video âm nhạc chính thức được ra mắt vào ngày 12 tháng 5 năm 2018. Sau khi phát hành, video đã đạt 17,6 triệu lượt xem sau 24 giờ đầu tiên, trở thành video được xem nhiều nhất trong ngày hôm đó, video đã lọt vào tab thịnh hành YouTube của nhiều quốc gia như Úc, Canada, Nhật Bản, Singapore, Hàn Quốc và Đài Loan. Sau đó không lâu, kênh YouTube của anh đạt 3 triệu lượt theo dõi vào ngày 21 tháng 5 năm 2018, giúp anh trở thành nghệ sĩ V-pop đầu tiên đạt được thành tích này. Tại Giải thưởng Âm nhạc Cống hiến 2019, "Chạy ngay đi" được đề cử ở hạng mục Video âm nhạc của năm. Sơn Tùng phát hành phiên bản phối lại bài hát "Nắng ấm xa dần" hợp tác cùng Onionn vào ngày 4 tháng 4 năm 2019. Bài hát này sau đó đã được trình diễn trong chuyến lưu diễn Sky Tour và thêm vào album Sky Tour (Original Motion Picture Soundtrack) phát hành sau này.
Tối ngày 17 tháng 6 năm 2019, Sơn Tùng M-TP công bố dự án âm nhạc lớn là chuyến lưu diễn Sky Tour. Tròn một ngày sau đó, tối ngày 18 tháng 6, Sơn Tùng đã chính thức công bố 3 địa điểm đầu tiên diễn ra chuyến lưu diễn là Thành phố Hồ Chí Minh, Đà Nẵng và Hà Nội. Trong đó, đêm diễn mở màn được tổ chức vào ngày 28 tháng 7 tại Nhà thi đấu Quân khu 7 ở Thành phố Hồ Chí Minh. Tiếp đó vào ngày 4 tháng 8, đêm hoà nhạc tổ chức tại Cung Thể thao Tiên Sơn ở Đà Nẵng. Và ngày 11 tháng 8 tại Cung Thể thao Điền Kinh ở Hà Nội. Buổi diễn được công bố có sự góp mặt của các nghệ sĩ JustaTee, Rhymastic, Tiên Tiên, Kimmese, Kay Trần và Onionn.
Ngày 24 tháng 6 năm 2019, Sơn Tùng M-TP thông báo trở lại sau một năm kể từ "Chạy ngay đi" bằng việc phát hành teaser của video âm nhạc "Hãy trao cho anh" (tựa tiếng Anh là "Give It to Me"). Cùng thời điểm đó, bìa chính thức của bài hát cũng được đăng tải lên trang Instagram cá nhân. Đêm ngày 28 tháng 6, Sơn Tùng M-TP đăng tải đoạn trailer dài 27 giây của "Hãy trao cho anh" lên kênh YouTube của chính mình. Trong sản phẩm âm nhạc mới này, với mục tiêu tiếp cận thị trường âm nhạc Mỹ và châu Âu, anh đã hợp tác với rapper người Mỹ Snopp Dogg và nữ diễn viên kiêm ca sĩ người Mỹ Madison Beer. Lần đầu tiên sử dụng tính năng công chiếu trên YouTube, video âm nhạc "Hãy trao cho anh" được công chiếu đúng 20 giờ ngày 1 tháng 7 đã tạo ra được nhiều tác động lớn và liên tục lập hàng loạt kỷ lục Việt Nam và thế giới, được giới truyền thông đánh giá cao.
Ngày 18 tháng 12 năm 2019, Sơn Tùng M-TP đã tổ chức buổi họp báo công bố chiến lược phát triển và ra mắt sản phẩm của M-TP Entertainment trong năm 2020 với tư cách là chủ tịch công ty. Tùng cho biết sẽ phát hành lần lượt ba đĩa đơn mới với ba thể loại nhạc khác nhau, thậm chí sẽ cố gắng cho ra mắt nhiều ca khúc hơn nữa nếu có thể. Bên cạnh đó, Sơn Tùng M-TP dự kiến phát hành album Chúng ta, đây là album hoàn chỉnh tiếp theo của nam ca sĩ kể từ m-tp M-TP phát hành vào năm 2017. Ngoài các dự án về sản phẩm âm nhạc, Sky Tour 2020 cũng được Sơn Tùng công bố sớm hơn mọi năm và sẽ có thêm một buổi Year End Concert riêng vào cuối năm 2020.

### 2020–2021:Sky Tourvà bộ truyện tranhLạc trôi
Ngày 31 tháng 5 năm 2020, Sơn Tùng M-TP công bố và đăng tải đoạn trailer ngắn trên YouTube bộ phim tài liệu về chuyến lưu diễn cùng tên, Sky Tour. Bộ phim được khởi chiếu tại các rạp phim trên toàn quốc ngày 12 tháng 6 năm 2020. Trailer phim ghi lại những "hình ảnh hào nhoáng trên sân khấu của nam ca sĩ trước sự tung hô của người hâm mộ tại Sky Tour 2019" và khắc họa lại quá trình chuẩn bị cho chuyến lưu diễn này. Ở cuối video, Sơn Tùng M-TP chia sẻ: "Là tuổi trẻ, là nhiệt huyết, là đam mê". Ngày 11 tháng 6 năm 2020, Sky Tour lập kỷ lục khi đạt 10.000 vé bán sớm sau 48 giờ chính thức mở bán. Sau khi công chiếu tại Việt Nam, nền tảng xem phim trả phí Netflix phát hành bộ phim tài liệu Sky Tour của Sơn Tùng M-TP trên 190 quốc gia vào ngày 2 tháng 9. Khán giả toàn cầu có thể tận hưởng những màn biểu diễn của nghệ sĩ Sơn Tùng M-TP với 10 lựa chọn ngôn ngữ phụ đề. Để quảng bá cho phim tài liệu, Tùng phát hành album nhạc phim Sky Tour (Original Motion Picture Soundtrack) dưới định dạng tải kỹ thuật số và cho đặt trước vào ngày 8 tháng 6 năm 2020, album được phát hành cùng thời điểm khởi chiếu Sky Tour, đạt vị trí 83 trên bảng xếp hạng iTunes toàn cầu.
Ngày 28 tháng 6 năm 2020, Sơn Tùng M-TP công bố "Có chắc yêu là đây", đĩa đơn này đã được phát hành chính thức vào ngày 5 tháng 7 năm 2020. Ngày 20 tháng 12 năm 2020, Sơn Tùng M-TP thông báo ra mắt video âm nhạc "Chúng ta của hiện tại" – đĩa đơn mở đường cho album phòng thu đầu tiên của anh – cùng với sự xuất hiện của Hải Tú – nữ diễn viên độc quyền trực thuộc M-TP Entertainment, trước đó vào ngày 15 tháng 12, anh đã công bố áp phích giới thiệu cho ca khúc.
Ngày 29 tháng 12 năm 2020, POPS Worldwide và M-TP Entertainment ra mắt dự án truyện tranh Lạc trôi lấy cảm hứng từ nhân vật của Sơn Tùng M-TP trong video âm nhạc nổi tiếng cùng tên phát hành năm 2017. Được chấp bút bởi hai tác giả Nguyễn Huỳnh Bảo Châu và Can Tiểu Hy, Lạc trôi được ra mắt bằng ba định dạng: truyện tranh giấy phát hành tháng 6 năm 2021, webtoon (truyện tranh kĩ thuật số) phát hành vào ngày 4 tháng 1 năm 2021 và movingtoon (truyện tranh kĩ thuật số có chuyển động và âm thanh), ra mắt vào tháng 3 năm 2021.
Ngày 28 tháng 1 năm 2021, Sơn Tùng M-TP chính thức ra mắt video âm nhạc cho đĩa đơn quảng bá "Skyler", sản phẩm âm nhạc đầu tiên trong năm 2021 của nam ca sĩ, đồng thời cũng mở đường cho dự án lớn hợp tác cùng trò chơi điện tử di động Garena Free Fire. Vào ngày 24 tháng 4, Sơn Tùng M-TP phát hành bài hát "Muộn rồi mà sao còn" qua buổi diễn trực tuyến có tên Giật mình lần 1, đây là một bản R&B đầy tươi vui, miêu tả tình cảm của một cậu con trai mới biết yêu và không ngừng tương tư về người trong mộng của mình do chính anh sáng tác, sản xuất và hòa âm phối khí. Ngày 29 tháng 4, Sơn Tùng M-TP chính thức ra mắt video âm nhạc của "Muộn rồi mà sao còn".

### 2022–nay:Sky DecadevàChúng ta
Vào ngày 12 tháng 4 năm 2022, Sơn Tùng M-TP đã chính thức đăng tải tấm áp phích liên quan đến ca khúc tiếng Anh đầu tiên trong sự nghiệp mang tên "There's No One at All". Không lâu sau đó, anh mở bán độc quyền sản phẩm áo phông NOAA do tự tay mình vẽ họa tiết trên ứng dụng VinID; đây là chiếc áo mà nam ca sĩ sẽ mặc trong video âm nhạc "There's No One at All" sắp ra mắt. Vào ngày 28 tháng 4, Sơn Tùng M-TP chính thức ra mắt video âm nhạc cho "There's No One at All" theo hình thức YouTube Premiere (công chiếu trực tiếp) thu hút gần 216.000 lượt xem cùng lúc. Lần đầu tiên Sơn Tùng M-TP thử nghiệm sáng tác thể loại hip-hop pha rock, hát hoàn toàn bằng tiếng Anh. Ngoài ra, anh còn hợp tác với các nhà sản xuất quốc tế trong dự án lần này: Chris Gehringer giữ vai trò xử lý âm thanh, Jacob McKee thực hiện phần hiệu chỉnh màu sắc video. Vào ngày 5 tháng 7, nhân dịp sinh nhật tuổi 28, Sơn Tùng M-TP phát hành một phiên bản video khác của "There's No One at All". Vào ngày 6 tháng 10, Sơn Tùng M-TP chính thức phát hành EP Sky Decade gồm 4 bài hát – sản phẩm đầu tiên trong chuỗi dự án nghệ thuật kỷ niệm 10 năm hoạt động nghệ thuật của anh. Sơn Tùng M-TP cũng thông báo Sky Tour sẽ quay trở lại rạp chiếu phim từ ngày 14 tháng 10, đánh dấu dự án thứ hai trong chuỗi dự án lần này. Sơn Tùng M-TP công bố phát hành đĩa đơn tiếng Anh thứ hai có tựa đề "Making My Way" vào ngày 25 tháng 4 năm 2023, bài hát được phát hành vào ngày 5 tháng 5 năm 2023.
Vào ngày 8 tháng 3 năm 2024, Sơn Tùng M-TP phát hành "Chúng ta của tương lai" với vai trò là đĩa đơn thứ hai nằm trong EP Chúng ta sau 4 năm phát hành đĩa đơn trước đó – "Chúng ta của hiện tại". Video âm nhạc của bài hát trở thành video âm nhạc có thời gian dẫn đầu danh sách thịnh hành YouTube lâu nhất tại Việt Nam. Anh tiếp tục phát hành đĩa đơn "Đừng làm trái tim anh đau" vào ba tháng sau, với khâu sản xuất được thực hiện hoàn toàn tại Thái Lan.

## Phong cách nghệ thuật

### Ảnh hưởng
Trong cuốn sách Chạm tới giấc mơ, Tùng kể lại rằng anh thường nghe ông bà hát dân ca quan họ khi còn bé; phong cách hát đặc trưng của dòng nhạc này đã ảnh hưởng đến cách hát các nốt trầm và âm nhạc dân gian của Việt Nam đã truyền cảm hứng đến phong cách âm nhạc của anh sau này. Tùng sau này khi lớn lên thường nghe các ca khúc của Quang Vinh, Chris Brown, Rihanna và Justin Bieber. Tùng cũng bị ảnh hưởng bởi văn hóa hip hop thuộc giới underground của Việt Nam và các nhóm nhạc K-pop, bao gồm Big Bang, Super Junior và TVXQ. Sau sự ra đi của nhạc sĩ An Thuyên vào năm 2015, anh nói rằng ông là người có ảnh hưởng rất lớn đến phong cách nghệ thuật của anh và bày tỏ sự cảm kích khi cố nhạc sĩ đã bảo vệ anh trong cuộc tranh cãi tác quyền ca khúc "Chắc ai đó sẽ về" vào năm 2014.

### Phong cách âm nhạc và chủ đề
Dòng nhạc chủ đạo mà Sơn Tùng M-TP đang theo đuổi là EDM, dance-pop và R&B đương đại. Các sản phẩm của anh luôn tạo ra được chất riêng với sự hòa hợp từ nhiều dòng nhạc khác nhau: một chút dance, một chút R&B, một chút rap, hip-hop và một chút âm hưởng dân ca Bắc Bộ. Những bài hát đầu tiên được phát hành của anh bao gồm các thể loại pop, R&B và hip hop đương đại. Tùng đã thử nghiệm yếu tố nhạc điện tử vào phong cách sau này, với bài hát tropical house "Chúng ta không thuộc về nhau" (2016), bài hát đầu tiên của Tùng theo thể loại này. Một số sản phẩm của anh cũng được kết hợp với các yếu tố âm nhạc truyền thống của Việt Nam, đặc trưng nhất là "Lạc trôi" (2017), đây là một bài hát future bass có các yếu tố đàn tranh và sáo. Thể loại gần đây nhất mà Tùng theo đuổi là R&B đương đại, với một vài tác phẩm như "Chạy ngay đi" (2018) là một bản R&B đương đại kết hợp với trap, hay "Chúng ta của hiện tại" (2020) là bài hát mang âm hưởng R&B của những năm 1990, đặc trưng bởi âm thanh saxophone và tiếng keyboard rải rác. Trong một bài phỏng vấn năm 2014, Tùng nói rằng hầu hết lời bài hát của anh được lấy cảm hứng từ các bộ phim truyền hình Hàn Quốc và "crush" (người tình đơn phương) thời trung học trước đây; thể hiện rõ nhất trong lời bài hát "Em của ngày hôm qua" (2013). Nhiều bài hát của anh có đề cập đến mưa, do đó anh được báo chí đặt cho biệt danh là "Hoàng tử mưa". "Không phải dạng vừa đâu" và "Remember Me" là những bài hát mà Tùng viết để đáp trả những phản ứng cũng như những lời chỉ trích dữ dội đối với con đường sự nghiệp của anh, những người mà anh cho là "anti-fan". Sơn Tùng M-TP đã biểu diễn chúng với giọng rap đặc trưng của mình. Với ba tác phẩm âm nhạc "Chạy ngay đi", "Hãy trao cho anh" và "Có chắc yêu là đây" phát hành lần lượt vào các năm 2018, 2019 và 2020, nhiều nhà báo và khán giả nhận xét anh "đặc trưng bởi cách hát không rõ lời". Ngoài ra, Tùng còn có thể chơi được cả đàn piano và organ.

### Giọng hát
Sơn Tùng sở hữu chất giọng tenor (nam cao) sáng đẹp và truyền cảm cùng với âm vực rộng 3 quãng tám từ C#6 đến C5. Mặc dù không phải là một chuyên gia về thanh nhạc nhưng giọng hát của anh được xem là rất bắt tai giới trẻ lại vừa hợp với dòng nhạc chủ đạo của mình, điều này cũng đã mang lại một lượng người hâm mộ trẻ tuổi đông nhất nhì Việt Nam trong suốt sự nghiệp của anh. Cùng với lợi thế ngoại hình kết hợp với giọng hát, anh có sức hút rất lớn trong thị trường âm nhạc và các buổi biểu diễn ca nhạc trên toàn quốc.

## Hình tượng công chúng

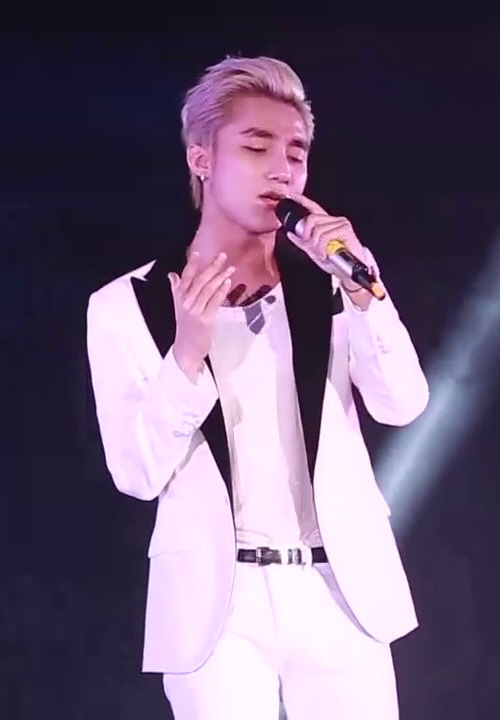
Sơn Tùng M-TP biểu diễn tại buổi hòa nhạc tưởng nhớ An Thuyên vào tháng 7 năm 2016.

Theo Cung Ly từ Thể thao & Văn hóa, sở trường của Tùng là sự kết hợp "hài hòa" âm nhạc của mình với K-pop và đôi khi là nhạc Âu Mỹ, đó chính là lý do mà anh có nhiều bài hát cuốn hút và thành công. Mặc dù nhận về những thành công lớn, nhưng sự đón nhận của công chúng trong khoảng thời gian đầu sự nghiệp của anh đa phần là tiêu cực, trong đó họ chỉ trích anh vi phạm bản quyền âm nhạc. Khi được hỏi về những lời chỉ trích này vào năm 2012, Tùng khẳng định "ý kiến cho rằng [Sơn Tùng] M-TP đạo nhạc thì hoàn toàn không phải". Năm 2014, anh thừa nhận với báo chí rằng mình chỉ lấy phần nhạc nền trên mạng để sáng tác lời và tự tạo phần giai điệu dựa trên cảm hứng của các phần nhạc nền đó, chứ không sử dụng giai điệu nhạc nước ngoài trong các tác phẩm âm nhạc của mình. Do các vấn đề về tác quyền trong quá khứ của Tùng, sản phẩm của anh thường bị so sánh với các bài hát nước ngoài khác. Nhà báo của Forbes Vietnam, Phan T. Trang viết rằng mặc dù công chúng đã hào phóng và cởi mở hơn đối với anh kể từ khi phát hành "Lạc trôi" và "Nơi này có anh", tuy vậy họ vẫn nghi ngờ về sự sáng tạo của anh.
Được xem là "ông hoàng mạng xã hội" tại Việt Nam, Tùng hiện đang là người Việt được theo dõi nhiều nhất trên Instagram, Spotify và từng trên Twitter, trước khi bị Hanbin vượt qua vào năm 2020. Anh cũng là nghệ sĩ âm nhạc V-pop được theo dõi nhiều nhất trên Facebook, YouTube, TikTok và Spotify. Sơn Tùng M-TP trở thành nghệ sĩ Việt Nam đầu tiên và là nghệ sĩ Đông Nam Á thứ hai (sau nhóm nhạc SB19 của Philippines) lọt vào bảng xếp hạng Billboard Social 50 với vị trí 28 vào năm 2020. Năm 2015, Giải thưởng WeChoice đã công nhận Tùng là một trong 5 Đại sứ truyền cảm hứng (giải thưởng danh dự hàng đầu). WeChoice cũng bầu chọn anh là một trong mười người có ảnh hưởng nhất ở Việt Nam trong năm 2014 và 2017, và là một trong năm nghệ sĩ có ảnh hưởng nhất năm 2015. Anh cũng được đưa vào danh sách năm ca sĩ được yêu thích nhất của Giải thưởng Làn sóng xanh (bảng xếp hạng Top Hit) ba lần liên tiếp kể từ năm 2015. Năm 2018, Forbes Vietnam đã xếp Tùng vào danh sách 30 Under 30 hằng năm.
Vào tháng 9 năm 2016, cuộc phỏng vấn trên thảm đỏ của Tùng tại đêm chung kết mùa đầu tiên tại The Face Vietnam đã trở thành một trào lưu. Anh xuất hiện với một hình xăm tạm thời, giống hệt một người mẫu Đức, nói rằng đó là ý tưởng của anh. Tùng phát âm sai từ "tattoo" ("hình xăm") thành "tha thu" và tuyên bố: "Mình thích thì mình vẽ lên thôi". Sự kiện này đã trở thành cảm hứng cho các meme mang tính giễu cợt, hài hước, ngoài ra còn có nhiều bản phối lại, các bài hát được trình bày bởi Hồ Ngọc Hà, Noo Phước Thịnh và Only C, và cuối cùng nhận được giải thưởng WeChoice cho Catchphrase của năm. Bài hát của Only C, "Yêu là 'tha thu'" (tiêu đề của nó là một cách chơi chữ sai chính tả "tattoo"), nhạc nền của bộ phim Em chưa 18 (2017) đã trở thành một bản hit.
Vào tháng 5 năm 2016, Tổng thống Hoa Kỳ Barack Obama đã đề cập đến Sơn Tùng trong bài phát biểu về tác động của phương tiện truyền thông xã hội đối với giới trẻ Việt Nam. Bài phát biểu này là một phần trong buổi gặp gỡ và trò chuyện của Obama với các thành viên của tổ chức Sáng kiến Lãnh đạo trẻ Đông Nam Á tại Thành phố Hồ Chí Minh. Tại Triển lãm quốc tế về công nghệ 4.0 và Diễn đàn cấp cao Tầm nhìn và chiến lược phát triển đột phá trong bối cảnh cuộc cách mạng công nghiệp lần thứ 4 do Chính phủ và Ban Kinh tế Trung ương tổ chức ngày 13 tháng 7 năm 2018, robot Sophia là khách mời đặc biệt với bài phát biểu về vai trò của trí tuệ nhân tạo với đời sống của con người, trong đó có nhắc đến Sơn Tùng M-TP.

### Thời trang
Bên cạnh thành công về âm nhạc, Sơn Tùng M-TP còn được xem là một trong các ca sĩ có phong cách thời trang nổi bật nhất và được xem là biểu tượng thời trang của Việt Nam, mặc dù phong cách thời trang của anh thường hay bị so sánh với G-Dragon trong khoảng thời gian đầu tiên của sự nghiệp. Năm 2017, Elle Việt Nam đã trao cho anh giải thưởng Phong cách dành cho Nam ca sĩ sành điệu nhất. Tùng cũng tham gia quảng cáo một số thương hiệu và công ty, bao gồm Oppo, Yamaha và Jollibee. Oppo đã ra mắt dòng điện thoại theo tên tuổi của nam ca sĩ, Sơn Tùng M-TP Limited Edition F3, vào tháng 6 năm 2017. Một đôi giày từ bộ sưu tập Biti's Hunter đã được bán hết sau khi xuất hiện trong video âm nhạc "Lạc trôi". Biti's công nhận hiệu ứng Sơn Tùng M-TP là một yếu tố làm tăng doanh số của công ty lên tới 300%, giúp hồi sinh thương hiệu.
Vào năm 2023, Sơn Tùng M-TP được Gucci công bố vai trò Friend of House tại Việt Nam, đây là lần đầu tiên thương hiệu thời trang cao cấp này bổ nhiệm một nghệ sĩ làm gương mặt đồng hành độc quyền ở thị trường Việt.

### Người hâm mộ
Cộng đồng người hâm mộ của anh được gọi là "Sky", bao gồm nhiều thành viên trong và ngoài nước, thường được xem là cộng đồng người hâm mộ lớn nhất V-pop. Từng được Tạp chí Tri thức Znews đánh giá là người tiên phong trong việc xây dựng cộng đồng hâm mộ chuyên nghiệp khi dần chuyên nghiệp hóa hình ảnh của mình, một vài sản phẩm âm nhạc của Tùng được anh mô tả là "món quà dành tặng fan", bao gồm "Có chắc yêu là đây" (2020), "Skyler" (2021) và "Be the Sky" (2024).
Về hoạt động từ thiện, Sky từng vận động quyên góp 40 triệu đồng để hỗ trợ, ủng hộ phòng chống đại dịch COVID-19 tại Việt Nam, đồng thời thực hiện chiến dịch phát khẩu trang miễn phí cho các công nhân vệ sinh đường phố. Vào năm 2024, Sky đã trao tặng 9 bộ máy tính trị giá 70,2 triệu đồng cho Trường Tiểu học Yên Nhân 2, huyện Thường Xuân, tỉnh Thanh Hóa. Trước ảnh hưởng của bão Yagi tại miền Bắc Việt Nam vào tháng 9 năm 2024, Sky đã quyên góp và ủng hộ 236 triệu đồng cho Mặt trận Tổ quốc Việt Nam để gửi tới đồng bào chịu ảnh hưởng của thiên tai.

## Di sản
Sơn Tùng M-TP được nhiều nhà báo, nhà phê bình và tác giả âm nhạc xem là một trong những nghệ sĩ V-pop thành công nhất ở thời điểm hiện tại. Anh còn được mệnh danh là "Hoàng tử V-pop" bởi Giải thưởng Âm nhạc Thế giới, South China Morning Post, BroadwayWorld, VOV World và VnExpress International. Forbes Vietnam và Thể thao & Văn hoá đã mô tả anh là "một hiện tượng nhạc pop có sức ảnh hưởng lớn nhất thị trường âm nhạc Việt Nam vào năm 2014". Trong bài viết đánh giá về tác phẩm "Hãy trao cho anh" vào năm 2019, The Source đã ca ngợi Sơn Tùng M-TP là "hiện tượng châu Á" và khen ngợi sản phẩm này "hợp lý" mang về nguồn lợi nhuận khổng lồ. Viết cho tạp chí Bandwagon, tác giả Elly Lau đã xếp Sơn Tùng M-TP vào danh sách 9 nghệ sĩ Việt Nam bạn cần phải biết trong số báo ngày 2 tháng 7 năm 2021. Trong một bài đánh giá về bài hát "Making My Way", tờ Malay Mail của Malaysia đã mô tả "giọng hát năng động" và "âm thanh sáng tạo" của Tùng là sự pha trộn độc đáo giữa ảnh hưởng của Việt Nam và phương Tây, đồng thời đánh giá phim tài liệu Sky Tour thể hiện niềm đam mê nghệ thuật của Tùng, cũng như cách âm nhạc của Tùng vượt qua ngoài biên giới.
Thành công từ khi còn rất sớm của Sơn Tùng M-TP đã tác động rất nhiều đến giới trẻ và định hình phong cách âm nhạc mới, bao gồm trap và latin pop, những dòng nhạc chưa thực sự phổ biến để tạo nên nhiều bản hit tại Việt Nam, Nhiều nghệ sĩ đã bày tỏ niềm yêu thích đối với Sơn Tùng M-TP, hoặc lấy Sơn Tùng M-TP làm nguồn cảm hứng cho sự nghiệp âm nhạc của họ, bao gồm Mỹ Tâm, H'Hen Niê, Noo Phước Thịnh, Lưu Thiên Hương, Hồ Ngọc Hà, Thu Minh, Đàm Vĩnh Hưng, Thu Phương, Chi Dân, Ngô Kiến Huy, Kay Trần, Phương Mỹ Chi, Ricky Star, HIEUTHUHAI, và Mono.
Sơn Tùng M-TP cùng với Mỹ Tâm được xem là những nghệ sĩ đi đầu cho phong trào không ủng hộ những nền tảng nghe nhạc vi phạm bản quyền khi ngừng hợp tác với Zing MP3. Hành động của anh dù gây nên nhiều tranh cãi về quy tắc hoạt động của các dịch vụ nghe nhạc trực tuyến nhưng vẫn được coi là có tác động rất lớn vào ngành công nghiệp thu âm tại Việt Nam, nâng cao nhận thức về quyền sở hữu trí tuệ âm nhạc ở các nghệ sĩ trẻ trong bối cảnh ứng dụng nghe nhạc này bị chỉ trích vì đăng tải trái phép sản phẩm âm nhạc của nhiều nghệ sĩ trong nước và quốc tế. Khi anh phát hành phim tài liệu Sky Tour của mình trên Netflix, Báo Thái Bình mô tả lần hợp tác này đã khẳng định cam kết của Netflix trong việc giới thiệu những nội dung bản địa xuất sắc tới với người dùng toàn cầu, qua đó tạo điều kiện để họ được truyền cảm hứng bởi hoạt động sáng tạo nghệ thuật của một ngôi sao Việt Nam đầy hứa hẹn, và đồng hành cùng nghệ sĩ Sơn Tùng M-TP trong nỗ lực đưa âm nhạc V-pop ra thế giới.

## Từ thiện
Sau trận mưa lũ lịch sử tại Quảng Ninh và các tỉnh miền núi phía Bắc vào năm 2015, Sơn Tùng M-TP đã tham gia đêm nhạc từ thiện Triệu vòng tay nhằm quyên góp cho các tỉnh chịu thiệt hại do thiên tai được tổ chức tại Cung Văn hóa Hữu nghị Việt Xô. Năm 2016, Sơn Tùng tham gia đêm nhạc Hành trình kết nối yêu thương tại Sân vận động Quân khu 7, Thành phố Hồ Chí Minh, đây là chương trình hỗ trợ cho các em nhỏ có hoàn cảnh khó khăn vươn lên trong học tập và cuộc sống. Ngày 25 tháng 7 năm 2017, Tùng xuất hiện và biểu diễn tại đêm nhạc miễn phí Happy Bee nhằm gây quỹ "Tủ sách vì cộng đồng" tại Trường Cao đẳng Thực hành FPT. Sơn Tùng M-TP cùng rapper Đen Vâu đã tham gia chương trình BridgeFest do Đại sứ quán Hoa Kỳ tại Việt Nam tổ chức vào năm 2018, buổi biểu diễn mang thông điệp "Thu hẹp khoảng cách" và kêu gọi cộng đồng chung tay gỡ bỏ các rào cản trong xã hội Việt Nam như vấn đề giới tính, thu nhập, địa lý, văn hóa, tôn giáo... để tôn vinh sự đa dạng và bình đẳng.
Là một phần trong chuỗi dự án kỷ niệm 10 năm theo đuổi sự nghiệp âm nhạc (2022), Sơn Tùng M-TP đã công bố dự án hoạt động xã hội, khuyến học mang tên Dreams in the Sky. Dự án bao gồm các chuyến thăm hỏi, giao lưu và tham gia các hoạt động ý nghĩa tại Trung tâm Phục hồi chức năng người khuyết tật Thụy An tại huyện Ba Vì, thành phố Hà Nội; hoạt động giao lưu, tham gia trang trí tô điểm cụm Trường Mầm non, Tiểu học và Trung học cơ sở Hồng Thái tại tỉnh Tuyên Quang; quỹ khuyến học tại Trường Trung học phổ thông Lê Quý Đôn, tỉnh Thái Bình và công trình xây dựng Trường Mầm non Pú Súa tại tỉnh Điện Biên.
Năm 2024, sau ảnh hưởng và thiệt hại của bão Yagi tại Việt Nam, Tùng cùng công ty của mình đã tài trợ 1,5 tỷ đồng xây mới Trường Liên cấp Mẫu giáo và Tiểu học tại thôn Làng Nủ, xã Phúc Khánh, huyện Bảo Yên, tỉnh Lào Cai, sau khi ngôi làng này bị phá hủy do sạt lở đất. Đây là một trong những công trình thuộc dự án cộng đồng Dreams in the Sky của M-TP Entertainment.

## Thành tựu
Các đĩa đơn đầu tiên được anh phát hành là "Cơn mưa ngang qua" và "Em của ngày hôm qua" đã nhận được giải thưởng Bài hát yêu thích trong hạng mục Bài hát của tháng. Đĩa đơn thành công nhất của Tùng, "Chạy ngay đi" (2018) đã nhận được 5 giải thưởng khác nhau. Sơn Tùng M-TP hiện là người Việt Nam duy nhất có cả hai giải thưởng Cống hiến và giải Cánh diều.
Album tuyển tập đầu tiên của Sơn Tùng, m-tp M-TP (2017) đã nhận được giải "Album âm nhạc được yêu thích nhất" tại WeChoice Awards 2017 và giành giải Album xuất sắc nhất tại SBS PopAsia 2017. Các chuyến lưu diễn đầu tiên của Tùng, M-TP Ambition – Chuyến bay đầu tiên (2015–16) và Sky Tour (2019–20) đều nhận được đề cử của giải thưởng âm nhạc Cống hiến. Với vai diễn trong phim điện ảnh Chàng trai năm ấy (2015), Tùng đã nhận được giải thưởng Cánh diều vàng cho hạng mục Diễn viên trẻ triển vọng. Ngày 29 tháng 1 năm 2018, Sơn Tùng M-TP được vào danh sách 30 gương mặt dưới 30 tuổi nổi bật nhất của Việt Nam năm 2018 (Forbes Vietnam 30 Under 30), lĩnh vực Nghệ thuật – Sáng tạo.
Các video âm nhạc của Tùng được phát hành trên YouTube, bao gồm "Chúng ta của hiện tại", "Muộn rồi mà sao còn", "Âm thầm bên em", "Buông đôi tay nhau ra", "Chạy ngay đi", "Chúng ta không thuộc về nhau", "Có chắc yêu là đây", "Em của ngày hôm qua", "Hãy trao cho anh", "Lạc trôi" và "Nơi này có anh" đều đã vượt qua 100 triệu lượt xem, trở thành một trong những video Việt Nam được xem nhiều nhất mọi thời đại. Bài hát "Hãy trao cho anh" sau khi được phát hành trên Spotify đã vượt qua 12 triệu lượt nghe, trở thành bài hát V-pop có nhiều lượt nghe nhất trên nền tảng này. Video âm nhạc của bài hát "Có chắc yêu là đây" phát hành năm 2020 đã đạt 901.000 người xem công chiếu cùng lúc, trở thành video âm nhạc được xem công chiếu nhiều thứ tư trên thế giới vào thời điểm phát hành. Video âm nhạc "Chúng ta của hiện tại" đạt 1,5 triệu người theo dõi cùng lúc, sau 2 giờ phát hành ca khúc đã lập kỷ lục khi cán mốc 6 triệu lượt xem trên YouTube. Video âm nhạc "Muộn rồi mà sao còn" đã đạt 662.000 người xem công chiếu trực tuyến, 1 triệu lượt xem sau 7 phút phát hành. Vào ngày 5 tháng 7 năm 2022, kênh YouTube của anh đã cán mốc 10 triệu người đăng ký, trở thành nghệ sĩ Việt Nam đầu tiên nhận được nút Kim cương trên nền tảng YouTube.
Tùng hiện đang là nghệ sĩ Việt Nam duy nhất lọt vào năm bảng xếp hạng chính thức thuộc tạp chí Billboard. Sơn Tùng M-TP đã ra mắt ở vị trí thứ 28 trên Billboard Social 50 vào ngày 16 tháng 7 năm 2020, trở thành nghệ sĩ Đông Nam Á thứ hai lọt vào bảng xếp hạng này, sau nhóm nhạc SB19 của Philippines; bài hát "Hãy trao cho anh" ra mắt ở vị trí thứ 2 trên Billboard LyricFind Global Chart và vươn lên vị trí quán quân trong tuần tiếp theo; bài hát "Chúng ta của hiện tại" ra mắt ở vị trí quán quân vào tháng 1 năm 2021, đồng thời Sơn Tùng M-TP trở thành ca sĩ Việt Nam đầu tiên có hình đại diện các ca khúc của mình trên trang âm nhạc Billboard. Tùng trở thành nghệ sĩ Đông Nam Á đầu tiên lọt vào bảng xếp hạng Billboard Global Excl. U.S. với bài hát "Muộn rồi mà sao còn" vào tuần xếp hạng ngày 11 tháng 5 năm 2021 ở vị trí thứ 126, anh cũng có nhiều lần xuất hiện trên hai bảng xếp hạng Hot 100 và Top Vietnamese Songs của Billboard Việt Nam. Tùng tiếp tục xuất hiện trên Global Excl. U.S. vào ngày 18 tháng 6 năm 2024, với vị trí 162 cùng bài hát "Đừng làm trái tim anh đau".

## Đời tư
Sơn Tùng từng được cho là có quan hệ tình cảm với nữ ca sĩ Thiều Bảo Trâm từ năm 2013 đến năm 2021 từ những bức ảnh được đăng tải, cô cũng là nghệ sĩ nữ duy nhất Sơn Tùng M-TP theo dõi trên mạng xã hội trong khoảng thời gian này. Ngày 20 tháng 1 năm 2021, Thiều Bảo Trâm ngừng theo dõi Sơn Tùng trên Instagram, bạn của Trâm cũng đăng tải một đoạn tin (story) ngắn ngầm khẳng định có nhân vật "trà xanh". Nhân vật này được cho là Hải Tú, nữ diễn viên độc quyền thuộc M-TP Entertainment và tham gia diễn xuất trong MV "Chúng ta của hiện tại" của Sơn Tùng. Sau đó vài ngày, khi biểu diễn tại Honda Youth Fest 2020, Tùng đã ngầm thừa nhận chấm dứt quan hệ với Thiều Bảo Trâm và ngừng theo dõi cô trên mọi nền tảng mạng xã hội.
Trong suốt sự nghiệp của mình, Sơn Tùng M-TP thường không đưa ra các ý kiến đính chính cũng như giải thích với công chúng về các vụ bê bối mà mình gặp phải, hành động này của anh trong thời gian đầu nhận về nhiều tán thưởng, đa số cho rằng đây là cách hành xử văn minh, khôn ngoan vì có hướng đi đúng đắn. Tuy vậy đến những năm sau này, khi sức ảnh hưởng của anh dần tác động rộng rãi đến ngành công nghiệp âm nhạc cũng như đến văn hoá xã hội, sự im lặng của anh dần tạo ra nhiều tiêu cực và sự chỉ trích từ khán giả.

### Tranh cãi tác quyền
Sơn Tùng M-TP từng gây ra các tranh cãi lớn về quyền sở hữu tác phẩm, trong đó những bài hát của anh được cho đã lấy sẵn phần nhạc nền có sẵn của các bài hát nhạc Hàn Quốc, Nhật Bản và Âu Mỹ, bao gồm "Cơn mưa ngang qua, "Nắng ấm xa dần", "Em của ngày hôm qua". Vào năm 2015, ca khúc "Chắc ai đó sẽ về" đã bị tố có giai điệu và phần beat giống đến 80% bài "Because I Miss You" của Jung Yong Hwa. Tuy nhiên, bên phía Hàn Quốc sau đó xác nhận Sơn Tùng M-TP không đạo nhạc vì vậy Cục nghệ thuật Biểu diễn Việt Nam cho biết không có cơ sở để cấm phổ biến bài hát này. Ngày 5 tháng 12 năm 2014, Bộ Văn hóa, Thể thao và Du lịch ra kết luận cuối cùng rằng bài hát "Chắc ai đó sẽ về" có nhiều đoạn sao chép từ ca khúc của Hàn Quốc về hòa âm, và ra quyết định cấm lưu hành bài hát cho tới khi sửa lại phần nhạc đệm. Cuối cùng, ca khúc phải hòa âm lại bằng một bản phối mới, sau đó tiếp tục lưu hành và bộ phim Chàng trai năm ấy được công chiếu. Vào năm 2016, bài hát "Chúng ta không thuộc về nhau" của anh được cho là có phần điệp khúc giống với bài hát "We Don't Talk Anymore" của Charlie Puth và phần rap giống với "Fire" của BTS.
Tại thời điểm phát hành video âm nhạc cho bài hát "Không phải dạng vừa đâu" vào năm 2014, Sơn Tùng đã nhận được những phản ứng tiêu cực từ công chúng vì trong video có hình ảnh hai nhân vật xuất hiện rất giống với hình ảnh của nhạc sĩ Phó Đức Phương và nhạc sĩ Dương Khắc Linh, những người trước đó đã chỉ trích nặng nề về vấn đề tác quyền của nam ca sĩ. WePro sau đó đã chính thức gửi lời xin lỗi và thu hồi MV ngay sau đó. Đồng thời, bài hát cũng bị cho là đạo nhái từ bài "Set Fire to the Rain" của Adele. Video âm nhạc "Chúng ta của hiện tại" được phát hành vào năm 2020 bị gỡ khỏi YouTube vì bị nhà sản xuất âm nhạc GC báo cáo vi phạm bản quyền bởi có nhạc đệm tương đồng với bản hoà âm "Is You Mine" dù Sơn Tùng M-TP vẫn chưa mua lại phần beat này. Video đã xem lại được như bình thường ngay sau khi hai bên đã có thỏa thuận về vấn đề bản quyền.

### Vấn đề pháp lý
Video âm nhạc "There's No One at All" (2022) đã vấp phải rất nhiều phản đối gay gắt từ dư luận do chứa nội dung bạo lực, cổ súy hành vi tự sát trong giới trẻ. Nhiều cơ quan có thẩm quyền cũng đã lên tiếng, có động thái phản đối việc phát hành bài hát này. Trong đó, Bộ Thông tin và Truyền thông đã gửi yêu cầu cho Google gỡ ngay MV này.
Vào ngày 29 tháng 4, một ngày sau khi phát hành ca khúc, giọng ca gốc Thái Bình đã chính thức lên tiếng về những lùm xùm liên quan đến "There's No One at All", anh gửi lời xin lỗi đến khán giả đồng thời tuyên bố sẽ ngừng phát hành MV trên nền tảng YouTube Việt Nam. Vào ngày 5 tháng 5, sau buổi làm việc với đại diện của Sơn Tùng M-TP về MV "There's No One at All", Chánh Thanh tra Bộ Văn hóa, Thể thao và Du lịch Phạm Cao Thái đã ra quyết định xử phạt hành chính 70 triệu đồng đối với công ty M-TP Entertainment theo quy định tại khoản 3 điều 13, Nghị định 38/2021/NĐ-CP. Bên cạnh đó, công ty M-TP có trách nhiệm tiêu hủy bản ghi hình "There's No One at All", nộp lại số lợi thu từ MV, tháo gỡ bản ghi hình "There's No One at All" dưới hình thức điện tử trên môi trường mạng và kĩ thuật số.

## Danh sách đĩa nhạc
Album tuyển tập
- m-tp M-TP (2017)

## Lưu diễn
- M-TP Ambition – Chuyến bay đầu tiên (2015–2016)
- Sky Tour (2019)

## Sự nghiệp điện ảnh
- Chàng trai năm ấy (2014)
- M-TP Ambition (2016)
- Âm bản (2017)
- Chuyến đi của thanh xuân (2018)
- Sky Tour (2020)

## Tác phẩm viết
- Chạm tới giấc mơ (2017)
- Lạc trôi (2021)